# Hemphillia pantherina
Hemphillia pantherina är en snäckart som beskrevs av Branson 1975. Hemphillia pantherina ingår i släktet Hemphillia och familjen skogssniglar. Inga underarter finns listade i Catalogue of Life.